# Mlynařice
Mlynařice je pravostranný přítok Labe, nížinný potok ve Středočeském kraji odvodňující západní okraj okresu Nymburk. Celková délka toku Mlynařice činí 17,8 km  a převýšení pouhých 14 metrů. Plocha povodí měří 52,47 km², průměrný průtok u ústí 0,12 m³/s.

## Průběh toku
Mlynařice sbírá své vody v polní trati V Rybníkách jihozápadně od Vápenska. Prameniště je pod zemí propojeno s nivou Vlkavy; rozvodí obou toků v těchto místech tvoří rozsáhlé propustné říční sedimenty. Jejich nahromadění změnilo spádové poměry tak, že část vod Vlkavy se ze severojižního směru stočila západním směrem a našla si cestu k Milovicím.
Tok je prakticky v celé délce technicky upraven. Úpravy, při nichž docházelo k napřímení a zahloubení koryta, byly prováděny na konci 19. století zejména kvůli odvodnění zemědělských ploch a jejich ochraně před zaplavováním velkými vodami nižších úrovní. Zároveň se tím maximalizovala výměra orné půdy na přiléhajících pozemcích. V současné době tato úprava pomalu podléhá samovolné renaturaci, stejně jako část ploch v potoční nivě.
Mlynařice vstupuje do Milovic na jejich jižním okraji, poté křídový vrch Šibák odklání její tok severním směrem k Benátecké Vrutici, kde ji překonává památkově chráněný mostek. Zde se velkým obloukem vrací do jihozápadního směru a v místech, kde do ní ústí odvodňovací příkop z Hrabanovské černavy, teče pod severním svahem vrchu Hrabanov na západ do Staré Lysé. Až do roku 1850 se zde nacházel velký Starolyský rybník o rozloze 79,7554 ha. Po jeho hrázi, která Starou Lysou rozdělovala na dvě části, vedla totiž důležitá komunikace z Lysé nad Labem na sever. Někdy v letech 1848 - 1849 se však hráz protrhla a následně byl roku 1850 zbytek Starolyského rybníka vypuštěn, plocha byla odvodněna a začala být zemědělsky využívána.

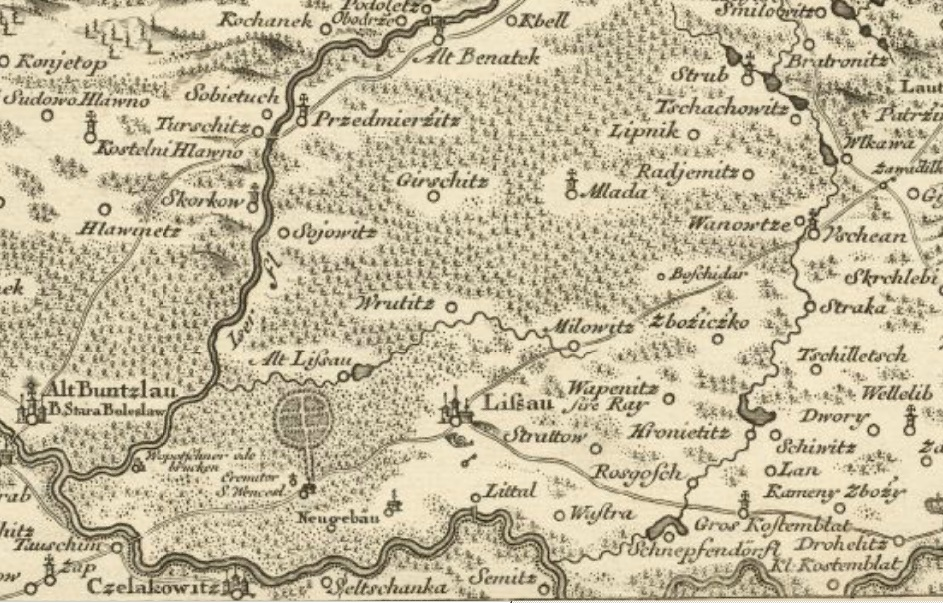
Müllerova mapa Čech z roku 1720; Mlynařice ústí do Jizery

Na Müllerově mapě Čech z r. 1720 pokračuje Mlynařice pod hrází rybníka ve Staré Lysé stále západním směrem a ústí do Jizery. Na Müllerově mapě Boleslavského kraje je ústí do Jizery zakresleno stejně. Mapa I. vojenského mapování (1764-1768) již zachycuje Mlynařici v její současné trase, která směřuje na jih a ústí do Labe. Na mapě II. vojenského mapování je ale Mlynařice před vlitím do Starolyského rybníka popsána jako Wlkawa Bach (tedy potok Vlkava).
Pod Starou Lysou byl založen asi Bedřichem z Donína roku 1530 rybník Hladoměř. Rybník byl patrně mělký, a protože v suchém roce Mlynařice nedokázala pokrýt ztráty vzniklé vypařováním ve velkém Starolyském rybníku a ještě dostatečně zásobovat jižní rybník, dostal jméno Hladoměř. Ze zaniklého rybníka zůstala pouze hráz, ke které se váže pověst. Dnes po staré hrázi vede Naučná stezka Údolím Labe.
Od hráze Hladoměře teče Mlynařice jižním směrem podél dostihového závodiště v Lysé nad Labem. U osady Řehačka stojí na Mlynařici budova bývalého kolového mlýna, nazývaného Malý mlýn nebo také Mlýn sv. Anny. V úseku od silničního mostu Lysá nad Labem - Dvorce až po její ústí do Labe, včetně jejího levostranného přítoku potoka Černava až k jeho pramenům, je Mlynařice rybářským revírem č. 411 127 MLYNAŘICE 1. Lovenou rybou je zde mník jednovousý.

## Znečištění
V okolí tůní Josefov bývá Mlynařice znečištěna. Tento problém je již dlouholetý.

## Ostatní
Mlynařice je rovněž název Dětského folklorního souboru Mlynařice, který působí při Rodinném centru Milovice.

## Galerie

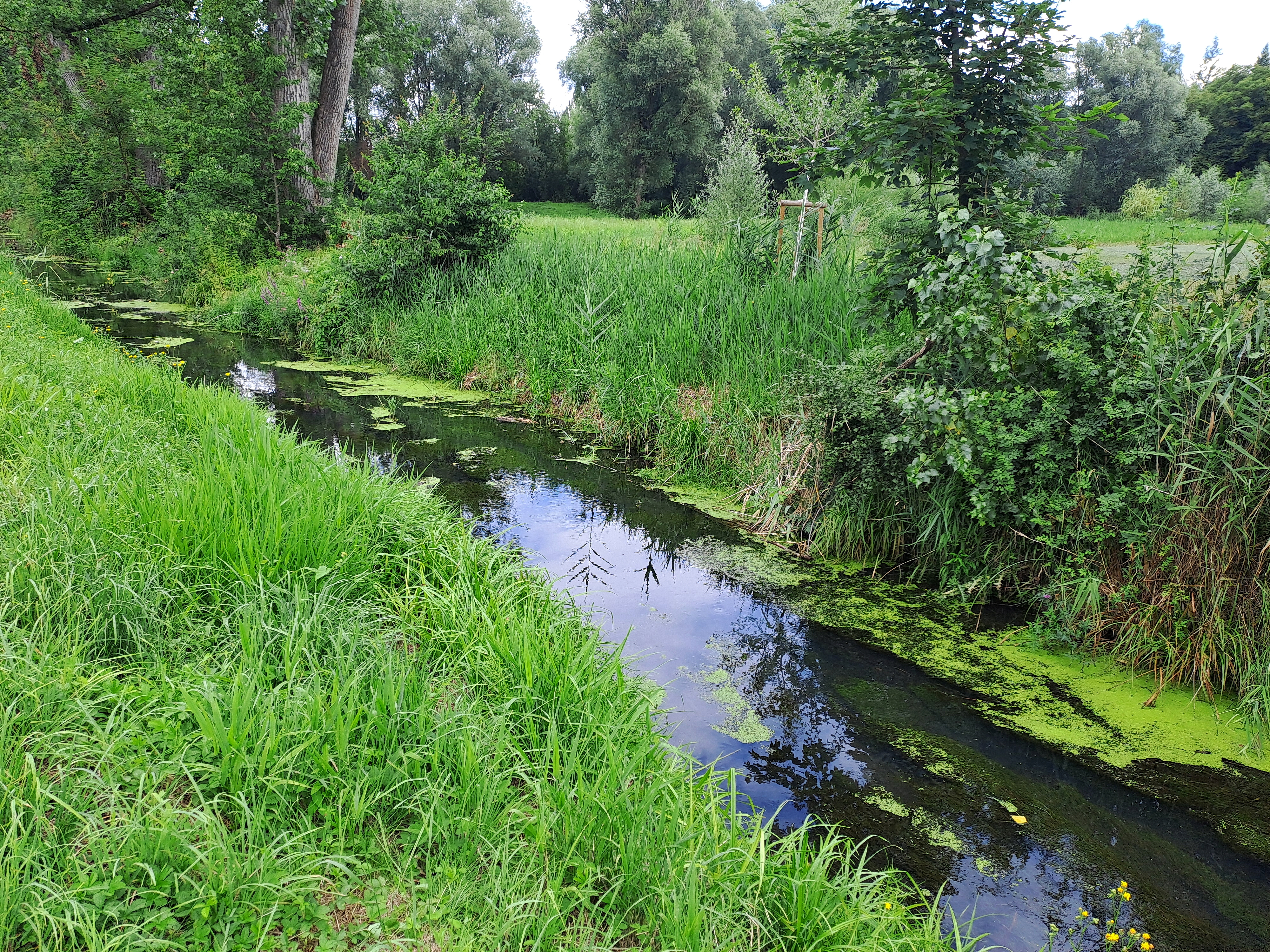
V Milovicích
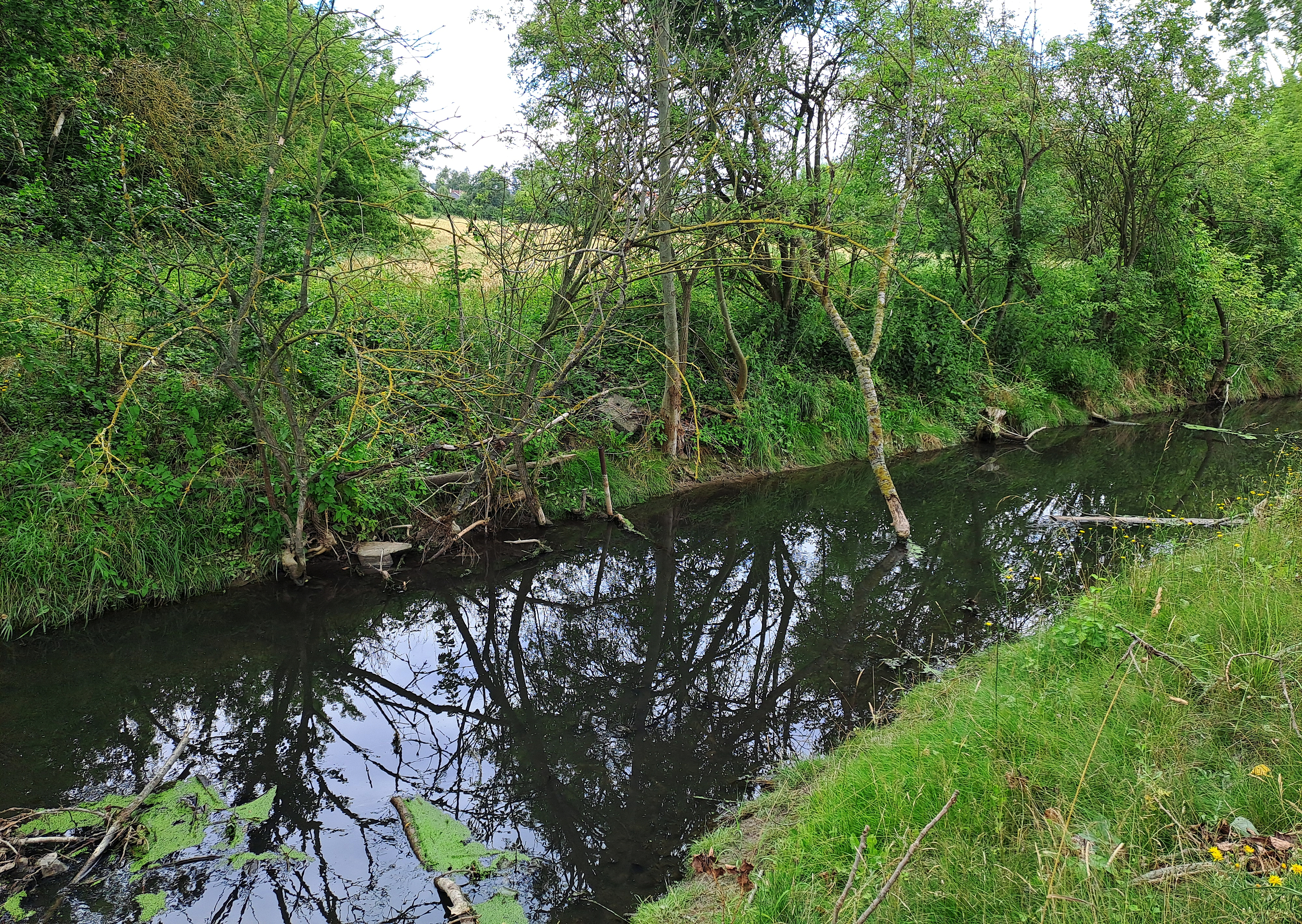
U Benátecké Vrutice
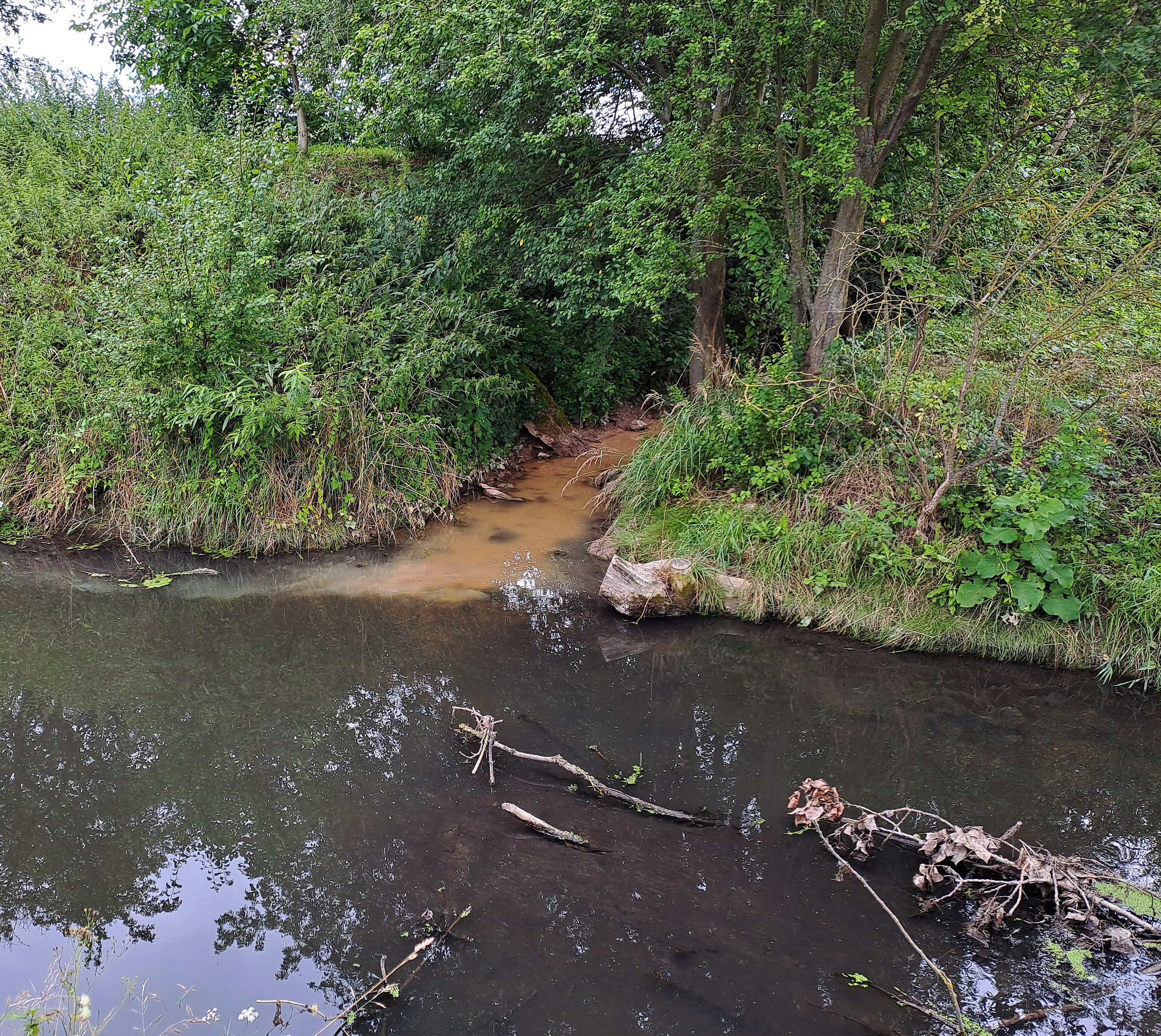
Ústí bezejmenného přítoku
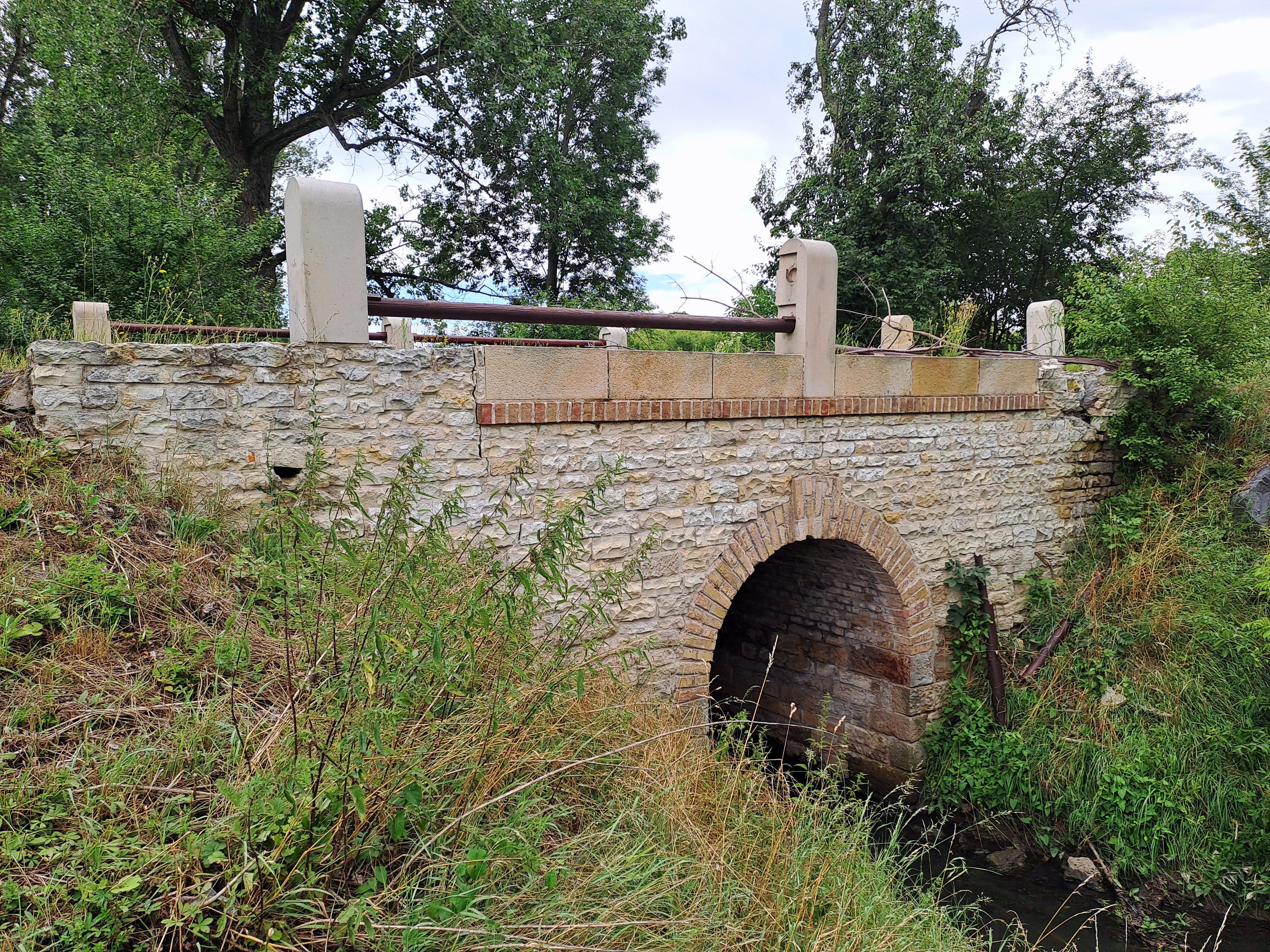
Památkově chráněný mostek u Benátecké Vrutice
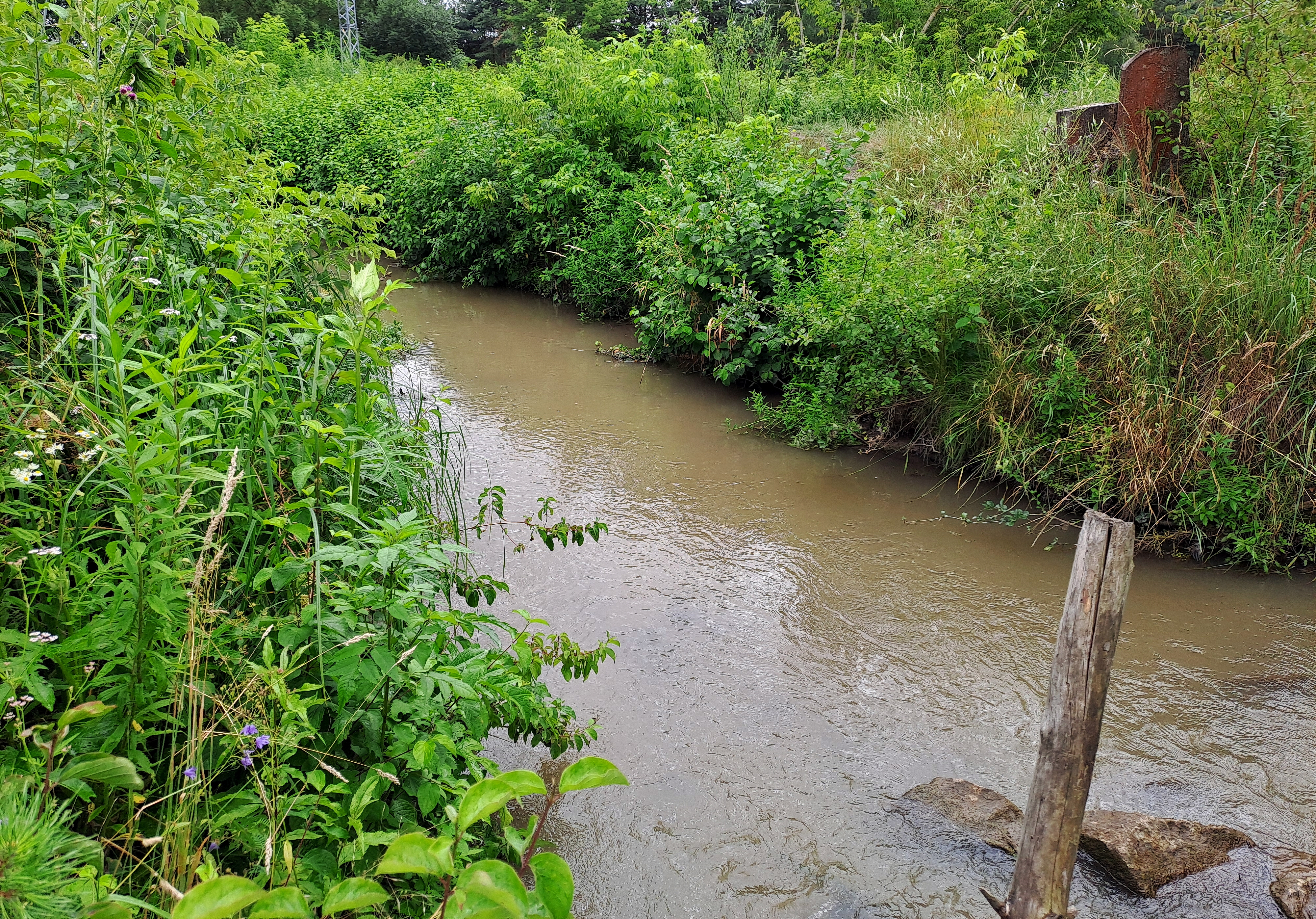
Za Starou Lysou
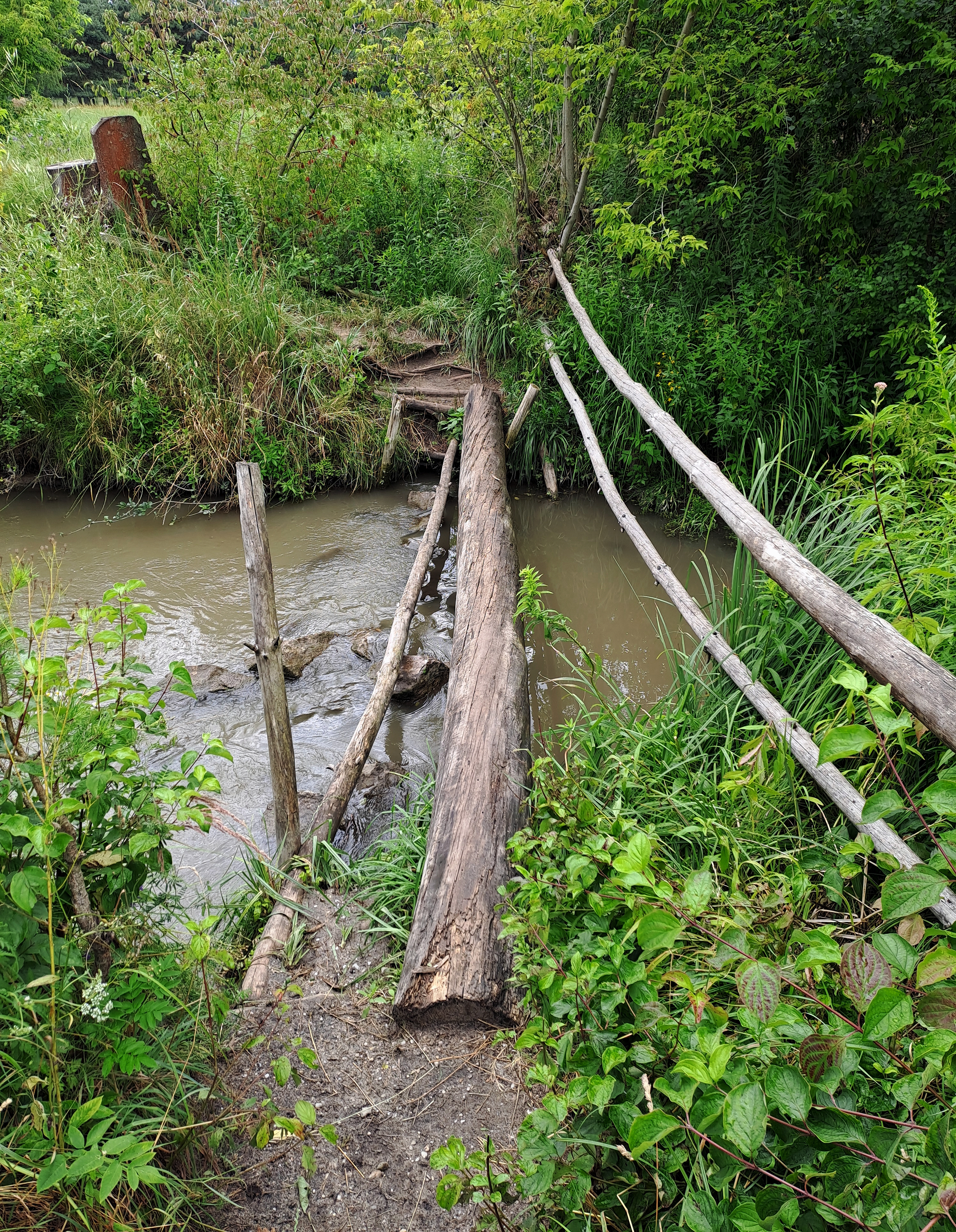
Lávka za Starou Lysou